# Белу-Оризонти (микрорегион)
Белу-Оризонти (порт. Microrregião de Belo Horizonte) — микрорегион в Бразилии, входит в штат Минас-Жерайс. Составная часть мезорегиона Агломерация Белу-Оризонти. Население составляет 	4 772 562	 человека (на 2010 год). Площадь — 	5820,818	 км². Плотность населения — 	819,91	 чел./км².

## Демография
Согласно сведениям, собранным в ходе переписи 2010 г. Национальным институтом географии и статистики (IBGE), население микрорегиона составляет:						
| Полное население                             | Полное население                             | Полное население                             | Полное население                             | 4 772 562 |
| -------------------------------------------- | -------------------------------------------- | -------------------------------------------- | -------------------------------------------- | --------- |
| в том числе:                                 | Городское население                          | 4 708 629                                    | Процент городского населения, %              | 98,66     |
|                                              | Сельское население                           | 63 933                                       | Процент сельского населения, %               | 1,34      |
|                                              | Мужское население                            | 2 288 962                                    | Процент мужского населения, %                | 47,96     |
|                                              | Женское население                            | 2 483 600                                    | Процент женского населения, %                | 52,04     |
| Плотность населения, чел/км²                 | Плотность населения, чел/км²                 | Плотность населения, чел/км²                 | Плотность населения, чел/км²                 | 819,91    |
| Население микрорегиона в % к населению штата | Население микрорегиона в % к населению штата | Население микрорегиона в % к населению штата | Население микрорегиона в % к населению штата | 24,35     |

## Статистика
- Валовой внутренний продукт на 2003 год составляет 49 416 925 604,00 реалов (данные: Бразильский институт географии и статистики).
- Валовой внутренний продукт на душу населения на 2003 год составляет 10 826,29 реалов (данные: Бразильский институт географии и статистики).
- Индекс развития человеческого потенциала на 2000 год составляет 0,803 (данные: Программа развития ООН).

## Состав микрорегиона
В составе микрорегиона включены следующие муниципалитеты:
1. Белу-Оризонти
2. Бетин
3. Брумадинью
4. Каэте
5. Конфинс
6. Контажен
7. Эзмералдас
8. Ибирите
9. Игарапе
10. Жуатуба
11. Лагоа-Санта
12. Матеус-Леми
13. Мариу-Кампус
14. Нова-Лима
15. Педру-Леополду
16. Рапозус
17. Рибейран-дас-Невис
18. Риу-Асима
19. Сабара
20. Санта-Лузия
21. Сарзеду
22. Сан-Жоакин-ди-Бикас
23. Сан-Жозе-да-Лапа
24. Веспазиану